# Smatchet

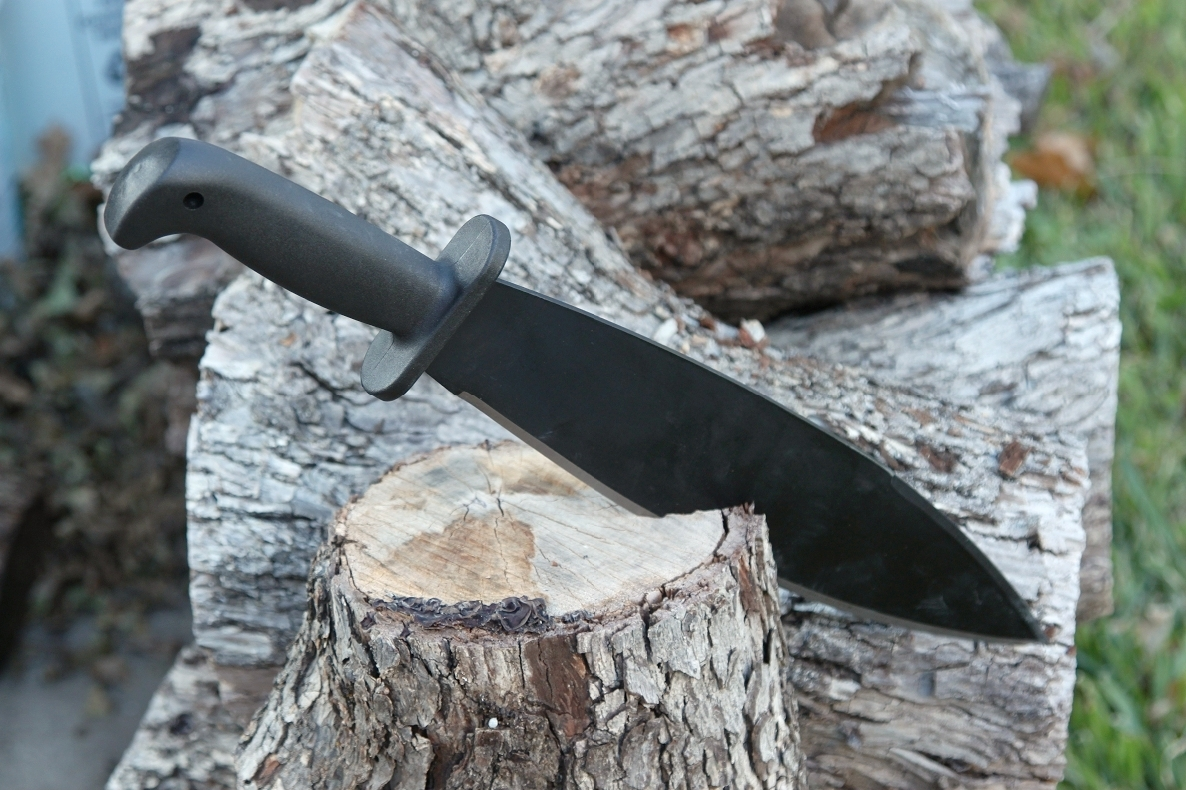
Smatchet wbity w drewno

Smatchet – nóż bojowy zaprojektowany przez Brytyjczyka Williama E. Fairbairna podczas II wojny światowej.

## Budowa
Opisany w katalogu amerykańskiego Biura Służb Strategicznych jako skrzyżowanie maczety i noża bolo, w rzeczywistości smatchet oparty był na nożu okopowym Royal Welch Fusiliers z I wojny światowej i został zaprojektowany jako krótki i ciężki nóż bojowy.
Smatchet wraz z drewnianą lub bakelitową rękojeścią mierzył 42 centymetry długości i posiadał szeroką głownię ze stali węglowej, w kształcie liścia, zaostrzoną na całej długości z jednej strony, a od czubka do połowy z drugiej strony. Cała głownia wykończona była matowo, aby zapobiec wykrywaniu w nocy rozproszonych odbić. Głowica noża wykonana była z metalu.

## Stosowanie
Według Fairbairna smatchet był idealną bronią do walki wręcz dla osób nieuzbrojonych w karabin i bagnet: 

Reakcja psychologiczna każdego człowieka, kiedy po raz pierwszy bierze smatchet do ręki, w pełni uzasadnia zarekomendowanie go jako broni bojowej. Taki człowiek natychmiast wykaże wszystkie podstawowe cechy dobrego żołnierza – pewność siebie, determinację i agresywność.
Jego wyważenie, waga i możliwość zadania śmiertelnego ciosu, sztychem, ostrzem lub głowicą, w połączeniu z niezwykle prostym treningiem niezbędnym do skutecznego użycia, czynią z niego idealną broń osobistą dla wszystkich nieuzbrojonych w karabin i bagnet.

Smatchet używany był przez brytyjskie Special Air Service i amerykańskie Office of Strategic Services podczas II wojny światowej. Pod koniec lat 80. XX wieku amerykański pułkownik Rex Applegate wydał licencję na zmodyfikowaną wersję smatcheta, którą on i Fairbairn zaprojektowali pod koniec II wojny światowej. Nazwał go Applegate-Fairbairn Combat Smatchet.